# Kokkotoí
Kokkotoí (Kokkotoi) är en ort i Grekland.   Den ligger i prefekturen Nomós Magnisías och regionen Thessalien, i den centrala delen av landet, 150 km nordväst om huvudstaden Aten. Kokkotoí ligger 459 meter över havet och antalet invånare är 180.
Terrängen runt Kokkotoí är bergig. Runt Kokkotoí är det glesbefolkat, med 17 invånare per kvadratkilometer. Närmaste större samhälle är Almyrós, 11,6 km norr om Kokkotoí. 